# Sourniac
Sourniac település Franciaországban, Cantal megyében. Lakosainak száma 196 fő (2022. január 1.). Sourniac Arches, Chalvignac, Jaleyrac és Le Vigean községekkel határos.

## Népesség
A település népessége az elmúlt években az alábbi módon változott:
| Lakosok száma | 166  | 162  | 182  | 189  | 206  | 203  | 201  | 197  | 197  | 196  |
|               | 1968 | 1982 | 1990 | 2006 | 2013 | 2015 | 2017 | 2019 | 2020 | 2022 |